# سیارک ۲۴۳۶۹
سیارک ۲۴۳۶۹ (به انگلیسی: 24369 Evanichols، نامگذاری:2000AE132) بیست و چهار هزار و سیصد و شصت و نهمین سیارک کشف شده‌است که در ۳ ژانویه ۲۰۰۰ کشف شد.
قدر مطلق سیارک برابر ۱۸.۶ است.